# Battle-Rap
Battle-Rap (von englisch battle: Kampf) ist eine Form des Rap, bei der das Diffamieren (Dissen) eines fiktiven oder realen Gegners und die übertrieben positive Darstellung der eigenen Person (Boasting, Bragging) im Mittelpunkt steht.

## Merkmale und Formen
Der Battle-Rapper versucht, den Gegner mit möglichst fantasievollen und in technisch möglichst ausgefeiltem Sprechgesang vorgebrachten Beleidigungen in Form von Reimen anzugreifen. Die Diss-Attacken beziehen sich dabei häufig auf die angeblich oder tatsächlich fehlenden Rapfähigkeiten (skills) des Kontrahenten, seine Integrität und Glaubwürdigkeit innerhalb der Szene (realness, credibility) und sind oft sexuell konnotiert. Gewaltmetaphern und – häufig ironische – Selbstüberhöhung (Angeberei) – oft bezogen auf die eigene sexuelle Potenz sowie über demonstrativen Konsum – sind ebenfalls typische Elemente des Stils.
Es ist zwischen Battle-Tracks, in denen der Künstler zum Rundumschlag gegen den Rest der Szene ausholt, Disstracks, die an einen oder mehrere konkrete Rapper gerichtet sind und zumeist eine persönliche Fehde („beef“) als Hintergrund haben, und zwischen organisierten Battles zu unterscheiden. Letztere finden live vor Publikum oder seit den letzten zehn Jahren auch über das Internet statt, und meist gibt es einen Sieger, der von der Crowd oder einer Jury bestimmt wird. Wesentlicher Bestandteil von Live-Battles sind Raps, die als „Freestyle“ oder A cappella vorgetragen werden. Beim Freestyle antwortet der Gegner meistens nach vier oder acht Zeilen des Gegners und versucht auf dessen Punchlines (Pointen, die den Kontrahenten treffen) zu reagieren und diese zu kontern.
Der Battle-Rap ist eng mit dem Grundgedanken der Hip-Hop-Kultur verbunden, die durch das agonale Prinzip des Wettkampfs bestimmt ist. Im Battle wird in gewaltfreier Weise symbolisches Kapital und standing der Protagonisten innerhalb der Szene verhandelt. Battle-Rap ist eine der Urformen der Rapmusik.
Dem Boxsport vergleichbar gibt es auch im Battle-Rap Regeln: So sind rassistische Äußerungen gegenüber dem Gegner oder Schmähungen seiner nahen Verwandten meist nicht zulässig. Dabei ist „Spiel über die Bande“, um genannte Einschränkungen zu umgehen, ebenfalls nicht gern gesehen. Je nach Ernsthaftigkeit des Battles und Einstellung der Rapper dazu ist das Dissen von Verwandten – speziell der Mutter – seit Mitte der 2000er-Jahre in der Battle-Szene und dabei vor allem bei organisierten Battles zunehmend kein Tabu mehr.

## Bekannte Vertreter
MCs und Rapformationen, die für ihre Battle-Skills bekannt sind oder waren, sind beispielsweise Kool Moe Dee, KRS-One, LL Cool J, Lord Finesse, Percee P, Souls of Mischief, The Notorious B.I.G., Rakim, Big L, Big Daddy Kane, Proof, Eminem und Canibus oder in Deutschland Taktloss, Kool Savas, M.O.R., Prinz Porno, Azad, Fard, Sun Diego, Karate Andi, Fabian Römer. Zu den bekanntesten aktuellen Vertretern des deutschsprachigen Battleraps gehören Gier, Bong Teggy, Cashisclay, Craze, Dascha, Davie Jones, Joseph Steinschleuder, Karanova, Kiruma, MC Geuner, Meidi, Morgana, Neilz, Shizu, Sizyphos, Ssynic, Tobi High, T-Way, Yarambo und Vyrus.

## Battle-Rap-Formate

### Deutschland
Seit sich Mitte der 1980er-Jahre Hip-Hop als Musik-Genre in Deutschland verbreitete, wobei zunächst fast ausschließlich auf Englisch gerappt wurde, wurde auf Jams oder Open Mic Sessions Battle-Rap, meist in der Form des Freestyle, praktiziert. Als erste namhafte Formate gelten der Royal Bunker und die Erstauflage von Rap am Mittwoch Ende der 1990er-Jahre. Mit drei Ausgaben der Veranstaltung Feuer über Deutschland 2006, 2007 und 2008, die jeweils auf DVD veröffentlicht wurden, erreichten vorgeschriebene A-cappella-Battles, sogenannte „written battles“ Popularität. Hier traten entweder zwei MCs oder Crews gegeneinander an, unter ihnen Künstler wie Casper, Fard oder Favorite, die später große kommerzielle Erfolge erzielen konnten. 2010 wurde Rap am Mittwoch wieder ins Leben gerufen und hat sich seitdem als Deutschlands größte Live-Battle-Rapliga etabliert, bis sie 2018 von ihrem Veranstalter Ben Salomo, dem deutscher Rap zu antisemitisch wurde, für beendet erklärt wurde. Das Format Rap am Mittwoch wurde durch den Nachfolger TopTierTakeover abgelöst, der von Tierstar, Gier und Magdalena Kannengießer veranstaltet wird. Die Rapper werden über verschiedene Runden hinweg in Disziplinen wie „Freestyle“- und „A-cappella-Battle“ aber auch „Texte Präsentieren“ geprüft. Damit soll der komplette und vielseitige MC ermittelt werden. Seit 2013 veranstaltet auch Don't Let The Label Label You (DLTLLY) regelmäßig Live-Battles. Neben DLTLLY haben sich im deutschsprachigen Raum weitere Battlerap-Formate, darunter Gängecypher in Hamburg, Du & Deine Lines (D&DL) in Berlin sowie Future of Battlerap (FOB) in Köln etabliert.
Den Live-Veranstaltungen stehen die Internet-Battles gegenüber, bei denen die Kontrahenten die Songs als Audio- oder Video-Dateien auf einem Portal hochladen. Als Urgestein gilt hier die 1998 gegründete Reimliga Battle Arena (RBA), die lange den Ruf der bedeutendsten Online-Battle-Plattform innehatte. Rapper, die vor ihrer kommerziellen Karriere in der RBA vertreten waren, sind u. a. Kollegah, Sun Diego, Casper, Fabian Römer, Tua, Taichi, Cro und Hollywood Hank. Abgelöst wurde sie von dem zwischen 2007 und 2018 von der Website rappers.in ausgetragenen Videobattleturnier (VBT), wo die Teilnehmer im K.-o.-System mit Battle-Rap-Musikvideos gegeneinander antraten. Das Turnier gewann bis zu seiner Hochzeit 2012 stetig an Reichweite. So wurden einige Teilnehmer, die zunächst kaum über die VBT-Szene hinaus bekannt waren, von verschiedenen kommerziellen Labels unter Vertrag genommen. Beispiele hierfür sind EstA (Halunkenbande), Lance Butters (Four Music) oder Weekend (Chimperator). 2012, 2013 und 2014 wurde neben dem normalen VBT die VBT-Splash!-Edition ausgetragen. Der Gewinner erhielt einen Auftritt auf dem splash! (2012: Weekend, 2013: Persteasy, 2014: ME-L Techrap & MoooN). Auch Rapper wie BattleBoi Basti oder 3Plusss erlangten durch das VBT große Bekanntheit. Neben dem VBT nahmen auch das von 2012 bis 2022 regelmäßig über den YouTube-Kanal JuliensBlog ausgetragene JuliensBlogBattle, das Rappern wie beispielsweise SpongeBOZZ, GReeeN, Punch Arogunz, EnteTainment oder 4tune zu Bekanntheit verhalf, oder einmalig ausgetragene Turniere, wie das VCB und das von Olli Banjo moderierte Hometown-Rap-Sparring, wenigstens vorübergehend einen wichtigen Platz im deutschen Battle-Rap ein.

### Ausland
Regelmäßig stattfindende Battle-Rap-Events sind King of the Dot in Kanada, Don't Flop in Großbritannien, FlipTop auf den Philippinen, die Ultimate Rap League oder Grind Time in den Vereinigten Staaten und Rap Contenders in Frankreich.

## Battle-Rap in den Medien
Dem Mainstream-Kinopublikum wurde Battle-Rap durch den Film 8 Mile (2002) nahegebracht, in dem Eminem einen Battlerapper spielt, der sich in der zentralen Szene bei einem solchen Wettbewerb gegen seinen Kontrahenten durchsetzt. Eine Parodie auf diese Battle-Rap-Szene findet sich in dem Film Scary Movie 3. Der Film Das schönste Mädchen der Welt handelt von einer Liebesbeziehung zwischen einer Schülerin und einem maskierten Battle-Rapper. Der Host der deutschsprachigen Battlerap-Liga Du & Deine Lines Ive "Big Chief" Kraneis hat dort einen Cameo-Auftritt. Auch in anderen Filmen kommen Battle-Rap-Szenen vor, u. a. in Meine Frau, die Spartaner und ich sowie Bibi & Tina: Mädchen gegen Jungs.